# 世界最高峰と考えられていた山
この項では世界最高峰と考えられていた山（せかいさいこうほうとかんがえられていたやま）について述べる。
19世紀初頭までアンデスが世界で最も高い山脈だと考えられていた。
ヒマラヤの測量はインドに進出していたイギリス人によって19世紀初頭から行われた。8,000メートルを越える測量値も出たが、当初は専門家に信用されなかった。
ヒマラヤが世界で一番高いと一般的に認められたのは、1830年代になってジョージ・エベレストが大三角測量を行ってからである。

## エベレスト測量以前
チンボラソ（エクアドル、アンデス山脈、6,268メートル）
16世紀から19世紀初頭まで世界最高峰と考えられていた。海抜面からの標高では世界のトップ100にも入らないが、チンボラソの山頂は地球の中心から一番離れている。
ダウラギリ（ネパール、ヒマラヤ山脈、8,167メートル）
1808年に8,187メートルと測量されたが信用されなかった。世界で7番目に高い。
ナンダ・デヴィ（インド、ヒマラヤ山脈、7,816メートル）
1818年に7,848メートルと測量された。世界で23番目に高い。
カンチェンジュンガ（ネパール・インド国境、ヒマラヤ山脈、8,586メートル）
1838年から1850年頃まで最高峰と考えられていた。世界で3番目に高い。
エベレスト（ネパール・中国国境、ヒマラヤ山脈、8,848メートル）
1850年頃に最高峰と推定され、1856年に公式に標高8,840メートルの世界最高峰と確認された。

## エベレスト測量後
ガウリシャンカール（ネパール、ヒマラヤ山脈、7,134メートル）
世界最高峰がヒマラヤ山脈の「ピーク15」（エベレスト）であることが判明したころ、ドイツのヒマラヤ探検家ヘルマン・シュラーギントヴァイト（アドルフ・シュラーギントヴァイトの弟）がこの山をその山容からピーク15であると勘違いし、「世界最高峰ガウリシャンカール」と発表したことから、19世紀中頃のヨーロッパでは、この山が世界最高峰、もしくは世界最高峰「ピーク15」の別名が「ガウリシャンカール」であるとしばらくの間思われていた。
ミニヤコンカ（中国、大雪山脈、7,556メートル）
1932年に比較的精度の高い測量がなされるまで様々な不正確な推定値があり、9,000メートルを越えるとされていたこともあった。
アムネマチン（中国、崑崙山脈、6,282メートル）
付近に攻撃的な原住民が居住していたため近づけず、正確な測量がなされないまま探検家やパイロットの目撃証言が独り歩きし、8,534 - 8,839メートル（28,000 - 29,000フィート）と推定されていた。1949年の簡易な三角測量でも9,041メートルと計測されていた。
K2（パキスタン・中国国境、カラコルム山脈、8,611メートル）
世界で2番目に高い。1987年3月7日付『ニューヨーク・タイムズ』は、ワシントン大学の天文学者ジョージ・ウォラースタインが、衛星測量に基づき、実際の標高は8,859メートルないし8,909メートルである可能性がある、と主張していることを報じた。この測量はウォラースタインの参加したアメリカの登山隊が1986年6月8日に行ったものであったが、実際は不備の多いものであり、1987年10月6日、イタリアのアルディト・デジオ隊が再調査の結果を発表し、誤りであったことが判明した。